# Gian Paolo Rosmino
Gian Paolo Rosmino, de son vrai nom Giovanni Emilio Rosmino, est un acteur et réalisateur italien né le 2 juillet 1888 à Turin, et mort le 20 juillet 1982 à Rapallo (Ligurie).

## Filmographie

### Cinéma
- 1913 : Sur la fausse route (La falsa strada) de Roberto Danesi
- 1913 : L'Amitié de Polo (L'amicizia di Polo) de Gian Paolo Rosmino
- 1913 : Folies (Follia) de Roberto Danesi
- 1914 : Ma l'amor mio non muore... de Mario Caserini : Moise Sthar
- 1917 : Ironie della vita de Mario Roncorini : Paolo Rosmino
- 1918 : Néron et Agrippine (Nerone e Agrippina) de Mario Caserini : Britannico
- 1921 : Mia moglie si è fidanzata de Gero Zambuto : James
- 1921 : Il club degli stravaganti de Gero Zambuto : Le président du club
- 1921 : La Pianiste d'Ubaldo Maria Del Colle : Paolo Andressy
- 1922 : La trappola d'Eugenio Perego : Claudio Mari
- 1936 : Don Bosco de Goffredo Alessandrini : Don Giovanni Bosco
- 1936 : Aldebaran d'Alessandro Blasetti : Luigi Brandi
- 1939 : L'amore si fa cosi de Carlo Ludovico Bragaglia : Massimo Dalton
- 1939 : La mia canzone al vento de Guido Brignone : Le secrétaire de Tanzi
- 1939 : L'ospite di una notte de Giuseppe Guarino : Inspecteur Lasalle
- 1941 : L'attore scomparso de Luigi Zampa
- 1942 : Macario au Far-West (Il fanciullo del West) de Giorgio Ferroni : Lo stregone
- 1943 : Rita da Cascia de Antonio Leonviola : Frère Remigio
- 1943 : Sant'Elena, piccola isola d’Umberto Scarpelli et Renato Simoni : Le colonel Malcolm
- 1951 : Caruso, la légende d'une voix (Enrico Caruso, leggenda di una voce) de Giacomo Gentilomo : Goffredo
- 1952 : Le Prince esclave (Le meravigliose avventure di Guerrin Meschino) de Pietro Francisci
- 1952 : Mélodies immortelles (Melodie immortali) de Giacomo Gentilomo : Guido Menasci
- 1953 : Le Sac de Rome (Il sacco di Roma) de Ferruccio Cerio : Un prêtre
- 1953 : Phryné, courtisane d'Orient (Frine, cortigiana d'Oriente) de Mario Bonnard : Traulete
- 1953 : Le retour de Don Camillo Mr Spiletti, le fils du Dr Spiletti
- 1954 : La Fille de Mata Hari (La figlia di Mata Hari) de Renzo Merusi et Carmine Gallone
- 1955 : Les Amours de Capri (Un po di cielo) de Giorgio Moser
- 1956 : Roland, prince vaillant (Orlando e i Paladini di Francia) de Pietro Francisci
- 1956 : Un giglio infranto de Giorgio Walter Chili
- 1958 : L'Esclave d'Orient de Mario Bonnard : Dioneo, le grand-prêtre
- 1958 : Les Travaux d'Hercule (Le fatiche di Ercole) de Pietro Francisci : Aesculapius
- 1959 : Premier Amour (Primo amore) de Mario Camerini
- 1959 : Bataille devant Tobrouk (Il prezzo della gloria) de Antonio Musu
- 1959 : La Bataille de Marathon (La battaglia di Maratona) de Jacques Tourneur et Mario Bava : le grand-prêtre
- 1962 : La Flèche d'or (L'arciere delle mille e una notte) d'Antonio Margheriti
- 1962 : La Colère d'Achille (L'ira di Achille) de Marino Girolami
- 1964 : La Vengeance de Spartacus (La vendetta di Spartacus) de Michele Lupo

### Télévision
- 1960 : Ottocento (Série TV) : Winterhalter
- 1965 : Le inchieste del commissario Maigret (Série TV) : Godefroy

### Réalisateur
- 1913 : L'amitié de Polo (L'aicizia di Polo)
- 1915 : La strega
- 1919 : Per la sua bocca
- 1919 : Te lo diro domani
- 1919 : La dame en gris
- 1920 : La signora innamorata
- 1920 : Fugge la gloria
- 1920 : La telefonata del diavolo
- 1920 : L'assassinio del Jokey
- 1921 : Te chiamme Maria
- 1928 : Nterra 'e Surriento
- 1940 : Les surprises du wagon-lit (Le sorprese del vagone letto)
- 1942 : Le signorine della villa accanto
- 1945 : L'ippocampo (it)